# Nimali Liyanarachchi
Nimali Waliwarsha Konda Liyanarachchi Arachchige (Embilipitiya, 19 settembre 1989) è una mezzofondista cingalese.

## Palmarès
| Anno | Manifestazione               | Sede        | Evento       | Risultato | Prestazione | Note |
| ---- | ---------------------------- | ----------- | ------------ | --------- | ----------- | ---- |
| 2013 | Campionati asiatici          | Pune        | 800 m piani  | 4ª        | 2'05"87     |      |
| 2014 | Giochi del Commonwealth      | Glasgow     | 800 m piani  | Batteria  | 2'08"31     |      |
| 2015 | Campionati asiatici          | Wuhan       | 800 m piani  | Bronzo    | 2'03"94     |      |
| 2015 | Mondiali militari            | Mungyeong   | 800 m piani  | Batteria  | 2'10"75     |      |
| 2016 | Giochi dell'Asia meridionale | Guwahati    | 800 m piani  | Oro       | 2'09"40     |      |
| 2016 | Giochi dell'Asia meridionale | Guwahati    | 4×400 m      | Argento   | 3'38"89     |      |
| 2016 | Campionati asiatici indoor   | Doha        | 800 m piani  | Argento   | 2'04"88     |      |
| 2017 | Campionati asiatici          | Bhubaneswar | 800 m piani  | Oro       | 2'05"23     |      |
| 2017 | Mondiali                     | Londra      | 800 m piani  | Batteria  | 2'08"49     |      |
| 2018 | Campionati asiatici indoor   | Teheran     | 800 m piani  | Bronzo    | 2'10"83     |      |
| 2018 | Giochi del Commonwealth      | Gold Coast  | 800 m piani  | Batteria  | 2'08"52     |      |
| 2018 | Giochi asiatici              | Giacarta    | 800 m piani  | Batteria  | 2'06"74     |      |
| 2019 | Campionati asiatici          | Doha        | 800 m piani  | 6ª        | 2'08"69     |      |
| 2019 | Campionati asiatici          | Doha        | 4×400 m      | 4ª        | 3'35"06     |      |
| 2019 | Mondiali militari            | Wuhan       | 800 m piani  | Argento   | 2'06214     |      |
| 2019 | Mondiali militari            | Wuhan       | 1500 m piani | 8ª        | 4'31"85     |      |
| 2019 | Mondiali militari            | Wuhan       | 4×400 m      | 5ª        | 3'43"33     |      |